# Gilles Dubé
Joseph Albert Gilles Dubé (Sherbrooke, 2 giugno 1927 – Sherbrooke, 29 settembre 2016) è stato un hockeista su ghiaccio e allenatore di hockey su ghiaccio canadese.
Ha vinto la Stanley Cup coi Detroit Red Wings nel 1954, avendo disputato due incontri nel corso dei play-off. In NHL ha vestito anche la maglia dei Montreal Canadiens.
Era lo zio di Norm Dubé, e pertanto prozio di Christian Dubé, entrambi a loro volta giocatori di hockey su ghiaccio professionisti.

## Palmarès
- Stanley Cup: 1

Detroit Red Wings: 1954